# سنت دنیس آن بوگی
سنت دنیس آن بوگی (به فرانسوی: Saint-Denis-en-Bugey) یک کمون (فرانسه) در فرانسه است که در ان (اوورنی-رون-آلپ) واقع شده‌است. سنت دنیس آن بوگی ۲٫۶۱ کیلومتر مربع مساحت دارد ۲۵۰ متر بالاتر از سطح دریا واقع شده‌است.